# Produkt narodowy netto
Produkt narodowy netto, PNN (ang. Net National Product, NNP) – strumień dochodów (tzn. suma płac, zysków, procentów i innych) czynników produkcji uzyskanych przez narodowe czynniki produkcji (tzn. należące do obywateli danego państwa) we wszystkich krajach, w których czynniki te były angażowane w proces produkcyjny.
Produkt narodowy netto w cenach rynkowych (ang. Net National Product at market prices) to produkt narodowy brutto pomniejszony o amortyzację.
Produkt narodowy netto w cenach rynkowych pomniejszony o sumę podatków pośrednich nakładanych przez państwo oraz powiększony o kwotę subsydiów stanowi Produkt narodowy netto w cenach czynników produkcji (ang. net national product at factor cost), zwany również dochodem narodowym (jest on równy sumie wynagrodzeń właścicieli czynników produkcji będących obywatelami kraju).